# Chorodna celaenosticta
Chorodna celaenosticta là một loài bướm đêm trong họ Geometridae.